# كرايغ نولز
كرايغ نولز (بالإنجليزية: Craig Knowles)‏ هو سياسي أسترالي، ولد في 27 فبراير 1959 في أستراليا. حزبياً، نشط في حزب العمال الأسترالي. وقد انتخب عضو الجمعية التشريعية نيو ساوث ويلز.